# Église Saint-Pancrace de Florence
Pour les articles homonymes, voir Église Saint-Pancrace.
L'église Saint-Pancrace est une église de Florence, en Italie, sur la place Saint-Pancrace, derrière le Palazzo Rucellai. À l'exception de la chapelle Rucellai, elle est désaffectée et abrite le musée consacré au sculpteur Marino Marini. La chapelle Rucellai contient le Tempietto del Santo Sepolcro (sépulcre Rucellai). Depuis février 2013, il est possible de visiter la chapelle depuis le musée Marini.  

## Histoire
L'église a été construite au début de l'âge chrétien et est documentée à partir de 931. Selon l'historien Giovanni Villani, elle a été fondée par Charlemagne. Le monastère attenant a été créé en 1157. L'église a été restaurée et agrandie à partir du XIVe siècle. Le cloître abrite une fresque de Neri di Bicci. 
L'église a été modifiée aux XVIIIe et XIXe siècles. À partir de 1808, elle est le siège du Loto de la ville, puis un tribunal, une fabrique de tabac, un dépôt militaire et enfin du musée Marini. 

### Chapelle Rucellai
Giovanni di Paolo Rucellai a chargé Leon Battista Alberti de lui construire un tombeau dans la chapelle familiale de l'église.  Giorgio Vasari a écrit a son sujet en 1568.   
« Per i medesimi Rucellai in questa stessa maniera fece Leon Batista in San Brancazio una cappella, che si regge sopra gl’architravi grandi, posati sopra due colonne, e due pilastri; forando sotto il muro della chiesa, che è cosa difficile ma sicura. Onde questa opera è delle migliori, che facesse questo architetto. Nel mezo di questa cappella è un sepolcro di marmo molto ben fatto, in forma ovale, & bislungo, simile, come in esso si legge, al sepolcro di Gesù Cristo in Gierusalem. »
— Giorgio Vasari, Le vite 

« Pour la même famille Rucellai, Leon Battista [Alberti] a réalisé de la même manière [c'est-à-dire avec des architraves soutenues par des colonnes] à Saint-Pancrace une chapelle soutenue par de grandes architraves placées sur deux colonnes et deux pilastres, en coupant le mur de l'église, ce qui est difficile, mais sûr. Ce travail est donc parmi les meilleurs que cet architecte ait réalisés. Au milieu de cette chapelle se trouve un sépulcre de marbre, très bien fait, de forme ovale et oblongue, et semblable, comme on peut le lire dessus, au sépulcre de Jésus-Christ à Jérusalem. »
— Le vite
Le travail d'Alberti sur la chapelle Rucellai et sur le sépulcre qui s'y trouve a probablement commencé vers 1458. Les origines de la chapelle remontent à 1417, lorsque les murs de la nef de l'église ont été construits. Selon l'inscription au-dessus de la porte, le sépulcre a été achevé en 1467. Il est inspiré du Saint-Sépulcre de Jérusalem. L'extérieur est décoré d'Intarsias en marbre. À l'intérieur se trouvent les tombes de Giovanni Rucellai et des membres de sa famille, ainsi qu'une fresque d'Alesso Baldovinetti.   

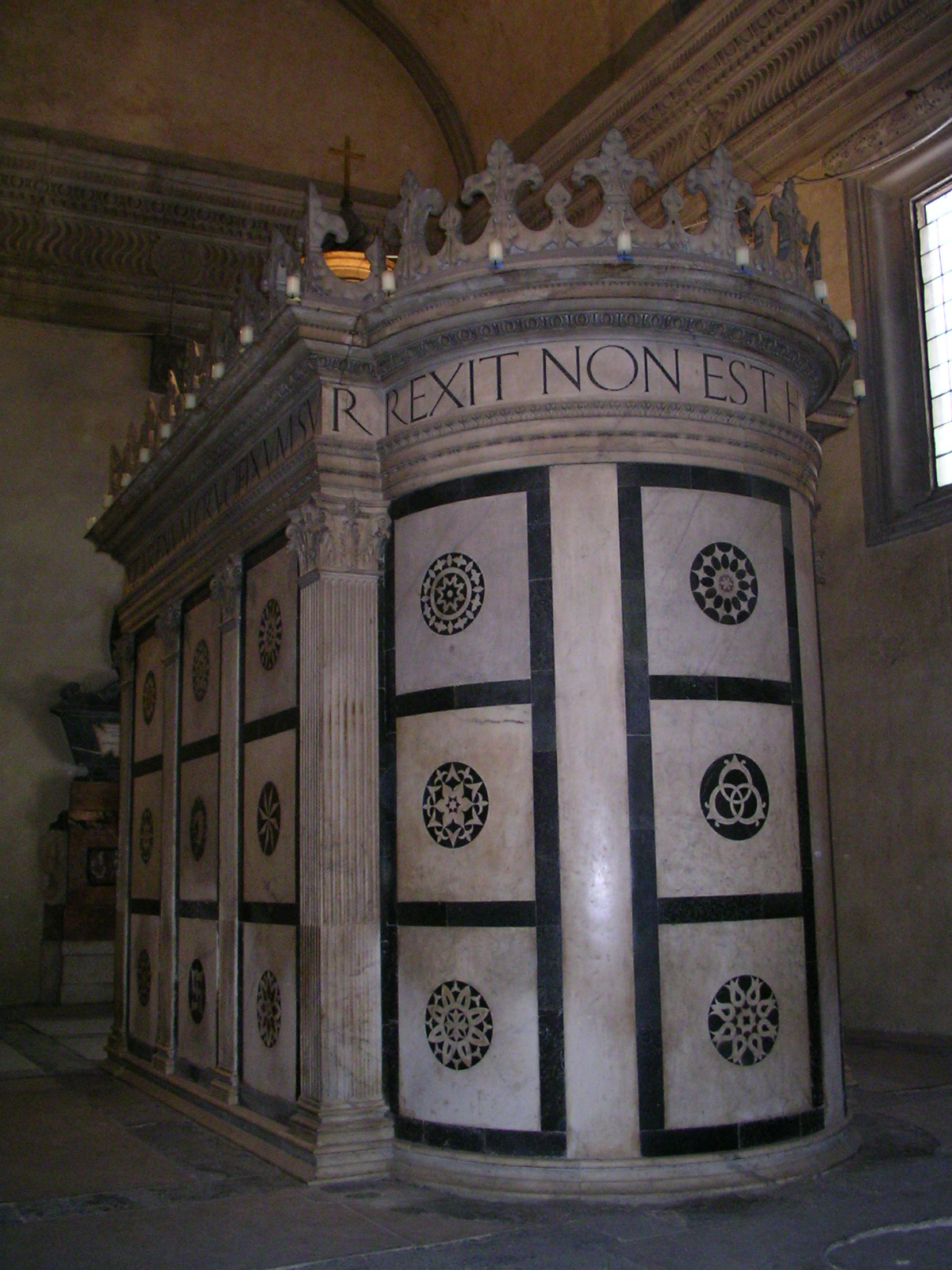
Vue de l'abside du sépulcre Rucellai